# Borbotana nivifascia
Borbotana nivifascia är en fjärilsart som beskrevs av Walker 1858. Borbotana nivifascia ingår i släktet Borbotana och familjen nattflyn. Inga underarter finns listade i Catalogue of Life.